# مقبرة 46
مقبرة 46 وتعرف عالميا باسم KV46، وتقع في الوادي الشرقي بوادي الملوك بمصر وهي مقبرة غير ملكية تخص زوجين من النبلاء الذين عاصروا فترة حكم الأسرة الثامنة عشر وهما يويا وتيويو؛ والدا الملكة تيي زوجة أمنحتب الثالث وأجداد الملكة نفرتيتي؛ واكتشفت مقبرتهما على يد جيمس إدوارد كويبيل والذي كان يعمل في وادي الملوك بمطلق حق التنقيب والكشف الممنوح من السلطات المصرية لثيودرو ديفيز في فبراير 1905 وإن أعلن ديفيز عن اكتشاف المقبرة بعد هذا التاريخ بعامين. كان أعظم اكتشاف آثري حتى اكتشاف توت عنخ آمون.
وحتى اكتشاف مقبرة توت عنخ أمون (مقبرة 62) عام 1922 كانت مقبرة يويا وتيويو أغنى مقابر وادي الملوك على الإطلاق وأولى المقابر التي يتم العثور فيها على أغلب متعلقات المتوفيين على حالتها الطبيعية دون أن تمسسها يد اللصوص قبل أن ينازعها هذا الشرف مقبرة خا أحد النبلاء والذي عثر على مقبرته كاملة بمنطقة الدير البحري عام 1906، والمقبرة تقع في موقع متوسط بين مقبرتين أخرتين من عصر الرعامسة وهما مقبرة 3ومقبرة 4.
ويعتقد أن المقبرة قد تعرضت للسرقة لثلاث مرات على أقل تقدير خلال العصور القديمة أثناء بناء المقابر المجاورة حيث تم نزع كل الحلي والمجوهرات الخاصة بالمتوفين إلا أن اللصوص لم يتمكنوا من نزع القناع المغطي للتابوتين الذين وجدا بحالة جيدة ويعرضان حاليا بالمتحف المصري بالقاهرة.

## مطبوعات
- Davis, Theodore M. The Tomb of Iouiya and Touiyou. London: Duckworth Press, 2000. ISBN 0-7156-2963-8

## وصلات خارجية
- مشروع تخطيط طيبة: مقبرة 46 - يضم وصفا وصورا وخرائط للمقبرة.